# Ford Del Rey
El Ford Del Rey, es un automóvil de turismo del segmento D, fabricado y desarrollado por la filial brasileña del fabricante estadounidense Ford. El vehículo se trató de un desarrollo netamente local, proyectado sobre el mismo conjunto mecánico de chasis y motor de la segunda generación del modelo Ford Corcel.
Su producción de inició en el año 1981, con el objetivo de reposicionar a la marca dentro de un segmento en el cual supo ser protagonista, hasta el cese de la producción del Ford Galaxie, al cual reemplazaba en forma indirecta.
Este modelo fue desarrollado y proyectado sobre la plataforma del Corcel, siendo equipado con los impulsores CHT 1.6 de 1555 cc, desarrollados por Ford Motor do Brasil, sobre la base del motor Cléon-Fonte de origen Renault. El diseño de su carrocería conjugaba líneas rectas y elegantes, inspiradas en modelos europeos como el Taunus o el Granada. Asimismo, su equipamiento interno presentaba detalles de lujo, como ser levantacristales eléctricos, cierre centralizado de puertas (el primer vehículo brasileño en incorporar este sistema), aire acondicionado integral, techo solar, asientos de cuero, cinturones de seguridad delanteros de tres puntos, etc.
En cuanto a sus versiones de carrocería, el Del Rey fue ofrecido en versiones sedán de 2 y 4 puertas y familiar de 3 puertas. Esta última versión fue inicialmente conocida con el nombre de Scala, para luego pasar a denominarse Belina tras el cese de la producción del Corcel. El término Belina fue empleado inicialmente por Ford para denominar a la versión familiar del Corcel, por lo que tras el fin de su producción en 1986, pasó a ser asignada a la versión familiar del sedán Del Rey.
Tras la constitución del holding Autolatina, en 1986, el Del Rey pasó a equipar los impulsores AP-1800 de la gama Volkswagen, lo que redundó en la mejora de su rendimiento y posteriormente en el de la renombrada rural Belina.
La producción de este automóvil y de todas sus versiones fue cancelada en el año 1990, siendo reemplazado a comienzos de 1991 por el Ford Versailles, un sedán desarrollado por Autolatina a partir del Volkswagen Santana.

## Historia

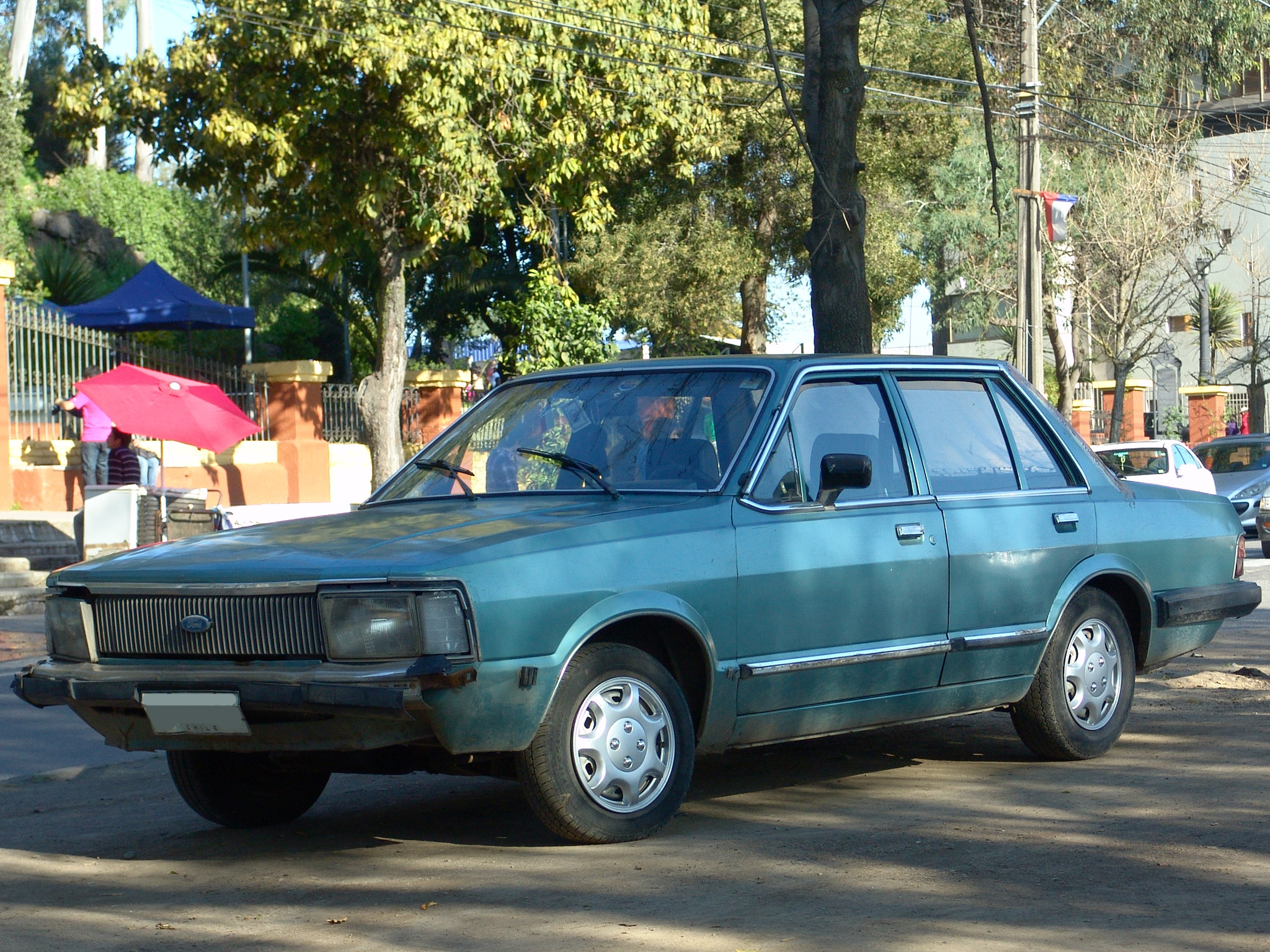
Ford Del Rey 4 puertas, con parrilla a bastones verticales

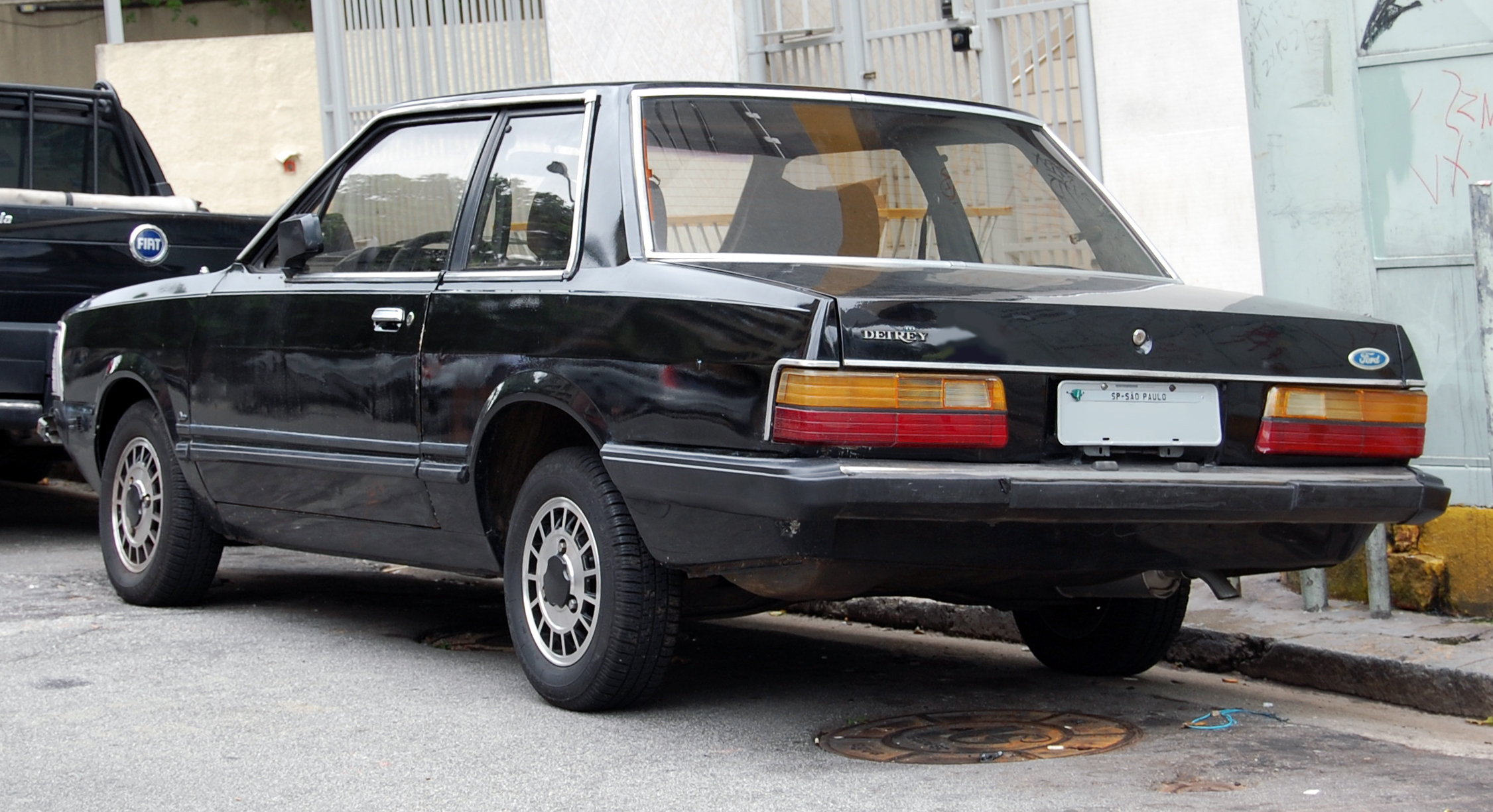
Ford Del Rey 2 puertas

Iniciada la década del 80, Ford en Brasil se enfrentaba a una crisis económica que hacía mella en los planes de presentar y ofrecer nuevos modelos traídos del mercado externo, para luego planificar su producción en el país a futuro. Una prueba de ello, fue la importación y posterior producción del Ford Maverick, automóvil deportivo que fuera inicialmente importado de los Estados Unidos, pero cuya producción local resultó un completo fracaso comercial, básicamente por la decisión de aprovechar el remanente local de motores Willys para equipar a las versiones nacionales, lo que derivó en una fuerte caída en su imagen promisoria con la cual fue importado. Esta decisión quedó evidenciada como uno de los más grandes errores comerciales de Ford Motor do Brasil, ya que el objetivo inicial fue el de traer el Ford Taunus alemán, modelo que sin embargo tuvo su desarrollo y comercialización en el mercado argentino.
Fue así que la alternativa a esta opción, fue la de desarrollar nuevos modelos a partir de lo que ya se estaba produciendo y aprovechando el material disponible. Ya en 1977 fue presentada la segunda generación del Ford Corcel, modelo que había sido desarrollado por Ford Motor do Brasil sobre la base del Proyecto M desarrollado por Renault y cuya concreción fue posible gracias a la continuidad de la Ford brasileña con las negociaciones entabladas por la Willys Overland do Brasil con la firma francesa, con el fin de originalmente producir en ese país el Renault 12. Esta nueva generación del Corcel presentó un rediseño total de su carrocería, adoptando una corriente arquitectónica que lo acercaba a los modelos europeos como el Granada o el Cortina. Fue entonces que aplicando esta filosofía y gracias a su capacidad productiva de ese entonces, se propuso la idea de desarrollar nuevos vehículos partiendo de la plataforma y mecánica del Corcel II. De esta forma, en 1981 vieron la luz dos nuevos modelos, siendo estos una pickup que fue denominada como Ford Pampa y un sedán mediano pero de porte lujoso que fue denominado como Ford Del Rey.
El Ford Del Rey fue presentado en 1981, siendo una respuesta de parte de Ford al planteo de la competencia que comenzó a presentar nuevos modelos importados con terminaciones de lujo, pero accesibles al público. Si bien Ford era una marca especialista en el mercado brasileño debido a su experiencia con la fabricación de sus modelos lujosos Galaxie 500 y Landau, la presencia de vehículos más económicos y de menor porte pero con equipamiento de alta gama, provocó el replanteo de Ford ante la caída de las ventas de sus gigantes de lujo. En concreto, el Del Rey fue un sedán de tres volúmenes bien definidos que fue presentado primeramente con carrocería de 4 puertas (algo que el Corcel II jamás presentó). Los esfuerzos de Ford se centraron en el desarrollo de este vehículo, dotándolo de un diseño al estilo europeo con formas rectilíneas, un tercer volumen bajo y farolas delanteras rectangulares que hacían rememorar al Granada. Su parrilla frontal de bastones verticales generaba un parentesco con el nivel de equipamiento "Landau" aplicado a modelos de la marca en el mercado norteamericano, aunque su diseño estaba considerado como algo desfasado para su época. Al mismo tiempo, sobre sus guardabarros delanteros se destacaban pequeñas luces de giro intermitentes. Con relación a su equipamiento interno el Del Rey fue ofrecido en dos versiones, siendo la más lujosa conocida como Del Rey Ouro, mientras que la más básica era llamada Del Rey Prata. De estas dos versiones, la primera venía equipada con llantas de aluminio. Además, presentó también la opción de transmisión automática, cosa que el Corcel II no poseía.
Sobre sus niveles de equipamiento, el sedán Del Rey marcó un hito en cuanto a niveles de confort, siendo pionero en la presentación de determinados ítems. En ese aspecto, fue el primer vehículo brasileño de producción nacional en incorporar sistemas de cierre centralizado de puertas y elevalunas eléctricos, teniendo concentrados los comandos de las cuatro puertas en el panel del conductor, aunque también con botones individuales en cada una de las demás puertas. Otros ítems de confort presentes en este automóvil, fueron el aire acondicionado central, el techo solar y el tapizado de las butacas, los cuales podían estar disponibles en colores negro, marrón o beige y también eran aplicados para forrar al banco trasero. Otra novedad estaba de la mano de los sistemas de seguridad, ya que fue estrenado un nuevo sistema de cinturones de seguridad delanteros de tres puntos con sistema pendular, el cual permitía que el cinto de libertad de movimiento al ocupante durante el viaje, pero que se bloqueaba ante una situación de frenado repentino o de emergencia. Con relación al instrumental, el tablero presentó el equipamiento más completo del país, incluyendo cuentavueltas, manómetro de aceite y voltímetro. Junto al techo había un reloj digital de numeración luminosa en color azul con cronómetro y dos luces direccionales de lectura en tono azulado, más otras dos luces aplicadas para el banco trasero.
- [1]

## Fichas técnicas
| Modelos              | Del Rey Ouro 1.6                    | Del Rey Prata 1.6                   | Del Rey Ghia 1.6                    | Del Rey Ghia AT 1.6                 | Del Rey Ghia 1.8                    | Del Rey Ghia 1.8                    |
| -------------------- | ----------------------------------- | ----------------------------------- | ----------------------------------- | ----------------------------------- | ----------------------------------- | ----------------------------------- |
| Valores              |                                     |                                     |                                     |                                     |                                     |                                     |
| Período              | 1981-1985                           | 1985-1989                           | 1988-1989                           | 1987-1989                           | 1989-1991                           | 1990-1991                           |
| Puertas              | 2                                   | 4                                   | 4                                   | 4                                   | 2                                   | 4                                   |
| Motorización         | Ford CHT 1.6 L                      | Ford CHT 1.6 L                      | Ford CHT 1.6 L                      | Ford CHT 1.6 L                      | Audi AP-1800                        | Audi AP-1800                        |
| Combustible          | Alcohol                             | Alcohol                             | Alcohol                             | Alcohol                             | Alcohol                             | Nafta                               |
| Cilindrada           | 1555 cc                             | 1555 cc                             | 1555 cc                             | 1555 cc                             | 1781 cc                             | 1781 cc                             |
| Tracción             | Delantera                           | Delantera                           | Delantera                           | Delantera                           | Delantera                           | Delantera                           |
| Potencia             | 69 CV a 4800 rpm                    | 73 CV a 5200 rpm                    | 73,3 CV a 4800 rpm                  | 73 CV a 4800 rpm                    | 93 CV a 5200 rpm                    | 87 CV a 5200 rpm                    |
| Par Motor            | 12,4 kgm a 2800 rpm                 | 11,9 kgm a 3600 rpm                 | 12,9 kgm a 2400 rpm                 | 12,9 kgm a 2400 rpm                 | 15,5 kgm a 2800 rpm                 | 14,28 kgm a 3000 rpm                |
| Rel. Compresión      | 12:1                                | 12:1                                | 12:1                                | 12:1                                | 12,3:1                              | 8,5:1                               |
| Transmisión          | Manual de 5 marchas                 | Manual de 5 marchas                 | Manual de 5 marchas                 | Automática de 3 marchas             | Manual de 5 marchas                 | Manual de 5 marchas                 |
| Peso en Vacío        | 1054 kg                             | 1006 kg                             | 1092 kg                             | 1050 kg                             | 1086 kg                             | 1110 kg                             |
| Largo                | 4473 mm                             | 4473 mm                             | 4473 mm                             | 4473 mm                             | 4473 mm                             | 4473 mm                             |
| Ancho                | 1662 mm                             | 1662 mm                             | 1662 mm                             | 1662 mm                             | 1662 mm                             | 1662 mm                             |
| Alto                 | 1350 mm                             | 1350 mm                             | 1350 mm                             | 1350 mm                             | 1350 mm                             | 1350 mm                             |
| Batalla              | 2438 mm                             | 2438 mm                             | 2438 mm                             | 2438 mm                             | 2438 mm                             | 2438 mm                             |
| Trocha Delantera     | 1367 mm                             | 1367 mm                             | 1367 mm                             | 1367 mm                             | 1367 mm                             | 1367 mm                             |
| Trocha Trasera       | 1333 mm                             | 1333 mm                             | 1333 mm                             | 1333 mm                             | 1333 mm                             | 1333 mm                             |
| Frenos Delanteros    | Disco sólido                        | Disco sólido                        | Disco sólido                        | Disco sólido                        | Disco sólido                        | Disco sólido                        |
| Frenos Traseros      | Tambor                              | Tambor                              | Tambor                              | Tambor                              | Tambor                              | Tambor                              |
| Dirección            | Tornillo sinfín                     | Tornillo sinfín                     | Hidráulica                          | Hidráulica                          | Hidráulica                          | Hidráulica                          |
| Suspensión Delantera | Independiente a brazos superpuestos | Independiente a brazos superpuestos | Independiente a brazos superpuestos | Independiente a brazos superpuestos | Independiente a brazos superpuestos | Independiente a brazos superpuestos |
| Suspensión Trasera   | Eje rígido                          | Eje rígido                          | Eje rígido                          | Eje rígido                          | Eje rígido                          | Eje rígido                          |
| Vel. Máx.            | 139 km/h                            | 153 km/h                            | 148 km/h                            | 142 km/h                            | 157 km/h                            | 156 km/h                            |
| 0 a 100 km/h         | 21,6 seg                            | 17,2 seg                            | 18,2 seg                            | 18,5 seg                            | 14,2 seg                            | 13,9 seg                            |